# Rufisque

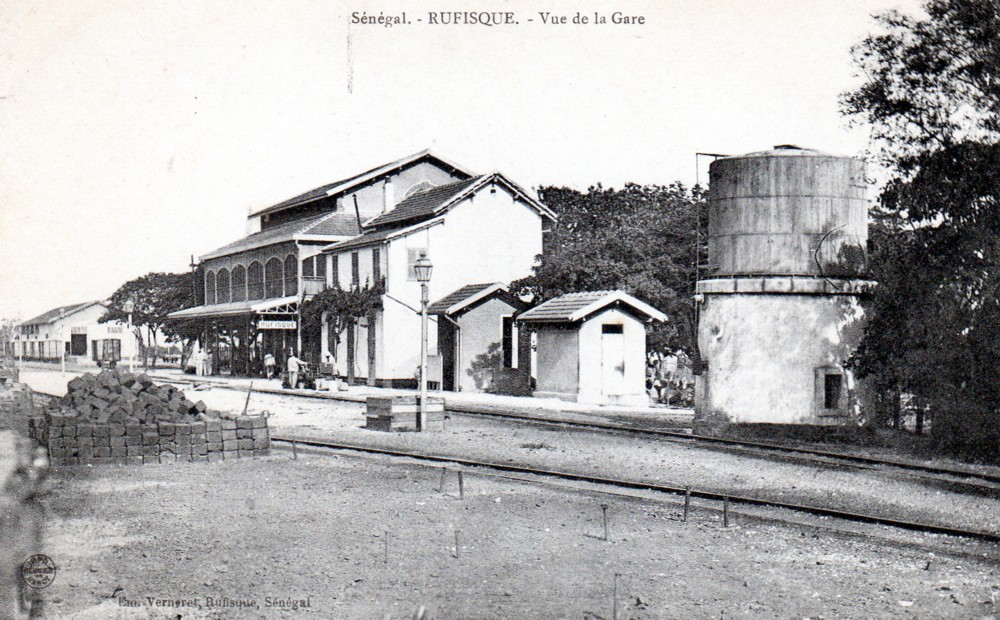
Estação de comboios de Rufisque, 1910

Rufisque é uma cidade do Senegal. Segundo censo de 2013, havia 221 066 habitantes.

## História
Originalmente uma aldeia de pescadores Lebou chamada Tenguedj (Wolof: Tëngéej), Rufisque tornou-se importante no século XVI como o principal porto do reino de Cayor, sendo frequentado por portugueses (que o chamaram de Rio Fresco, significando "Rio de Água Doce", daí o nome da cidade moderna), holandeses, franceses e ingleses. Uma comunidade crioula euro-africana, ou Métis, de comerciantes se desenvolveu ali, em estreito contato com comunidades semelhantes em Saint-Louis, Gorée e outros locais ao longo da Petite Côte (Saly-Portudal, Joal) até o sul, no rio Gâmbia. Por volta da década de 1650, a Companhia Neerlandesa das Índias Ocidentais consolidou o controle sobre o comércio costeiro e construiu uma fábrica fortificada em Rufisque.
Em 1840, alguns comerciantes de Saint-Louis construíram armazéns no litoral para estocar amendoins. Comerciantes de Gorée fizeram o mesmo. Seguiu-se um período de expansão comercial devido ao crescimento da produção de amendoim em Cayor. Em 1859, os franceses construíram um forte e anexaram Rufisque à Colônia do Senegal. O bairro comercial e administrativo da "Escale" foi planejado em 1862, deslocando os habitantes africanos. Rufisque tornou-se uma "comuna" em 1880 e seu porto foi ligado à ferrovia Dacar-Saint-Louis em 1885. Em 1909, Galandou Diouf (falecido em 1941) foi eleito para representar Rufisque no Conselho Geral da colônia em Saint-Louis, tornando-se o primeiro africano eleito para essa posição.

### Declínio do porto
No início do século XX, o crescimento da vizinha Dacar, com suas instalações portuárias superiores, marcou o declínio de Rufisque. Sem um porto ativo, a cidade sofreu uma forte decadência industrial. Relativamente negligenciada em comparação com as outras quatro comunas históricas do Senegal, não possui setor turístico e enfrenta uma crônica falta de investimentos em infraestrutura pública.